# Naoufal Fassih
Naoufal Fassih, surnommé Noffel, né le 9 septembre 1980 à Rotterdam (Pays-Bas), est un criminel néerlandais d'origine marocaine spécialisé dans un réseau criminel d'alliance internationale politique illégale. 
L'AIVD soupçonne le criminel d'avoir eu des contacts avec le gouvernement iranien qui ont conduit à l'assassinat d'Ali Motamed, de son vrai nom Mohammad-Reza Kolahi, auteur de l'attentat politique Hafte Tir, en Iran, faisant 73 morts en 1981. Noffel et son bras droit Rico Le Chilien sont les criminels les plus recherchés des Pays-Bas et Europol à la suite d'une alliance avec le clan Kinahan de la mafia irlandaise et le réseau de Ridouan Taghi.
Le 15 avril 2016, Naoufal Fassih est arrêté à Dublin par la police irlandaise dans un appartement luxueux appartenant à la famille Kinahan de la mafia irlandaise, situé dans le quartier Baggot Street.
En décembre 2016, un commando de sept personnes de la mafia irlandaise tente de libérer Naoufal Fassih à l'aide d'explosifs lorsqu'il est escorté par la police vers le tribunal de Dublin. En 2019, sa peine tombe, il encourt la perpétuité incompressible dans la prison de Dublin.

## Biographie

### Mocro-oorlog
Noffel joue un rôle important dans la Mocro-oorlog. Son bras droit est Rico Le Chilien, un rival de Gwenette Martha qui a décidé de coopérer avec un ex-membre de son organisation. Il est également à la tête d'un réseau criminel en Amérique du Sud. Il est un grand allié du criminel Ridouan Taghi. Noffel est le commanditaire de plusieurs incidents qui ont lieu en Europe grâce à son tueur à gage Papkind :
- le 30 décembre 2012, Neerlinio Greene qui a assassiné Abdel El Faddil en 2009 est à son tour assassiné dans la Costa del Sol à Marbella. Le nom de Naoufal Fassih apparaît pour la première fois dans les enquêtes espagnoles et néerlandaises[4] ;
- le 27 août 2014, Noffel est présent lors de l'assassinat de Samir Bouyakhrichan à Benahavís en Espagne. Noffel aurait fait semblant de fixer une alliance avec Samir dans une terrasse dans le Sud de l'Espagne. Lors du rendez-vous, sur la terrasse, des tueurs à gages de Noffel débarquent et abattent Samir Bouyakhrichan devant le commanditaire ;
- en été 2015, Naoufal Fassih est victime d'une tentative d'assassinat à Berlin en Allemagne. Quatre ans plus tard, les trois auteurs sont condamnés à 30 ans de prison pour avoir tué Djordy Latumahina, pensant qu'il s'agissait de Noffel[5]. Les auteurs ont été arrêtés à la suite de messages PGP déchiffrés par les autorités néerlandaises. Une prime d'un million d'euros était placé sur la tête de Noffel[6]. Le criminel Omar Lkhorf aurait commandité cette tentative d'assassinat ;
- le 5 novembre 2015, Pjotr R est assassiné à Diemen par des tueurs à gages envoyés par Noffel. La victime sera finalement une fausse cible que Noffel ne cherchait pas à liquider[7] ;
- le 15 décembre 2015, Mohammad-Reza Kolahi est assassiné par deux tueurs à gages envoyés par Noffel. Les tueurs à gages sont arrêtés deux ans plus tard au Maroc. Il s'agissait d'Anouar M et Moreo F ;
- le 16 avril 2016, il est le commanditaire de l'assassinat de Samir Erraghib à IJsselstein. Les autorités interceptent des messages PGP entre Noffel et Ridouan Taghi pour la préparation de l'assassinat de ce dernier[8] ;
- le 27 mai 2016, Vincent Jalink est assassiné à Diemen par l'organisation de Noffel. Le rappeur Jayjay et Muhammed S. sont soupçonnés d'être les tueurs à gages envoyés par Noffel[9] ;
- le 2 novembre 2017, une fusillade a lieu à Marrakech dans le but d'assassiner Mustapha F. alias Moes, principal rival de Ridouan Taghi. En 2019, les autorités interceptent des messages PGP échangés entre Ridouan Taghi et Naoufal Fassih datant d'un an avant la fusillade. Les deux alliés cherchaient déjà à liquider Mustapha F. ;
- le 9 novembre 2017, l'organisation Noffel abat l'homme politique iranien Ahmed Mola Nissi à La Haye[10] ;
- le 13 juin 2021, Noureddine H., le commandant des deux tentatives d'assassinats sur Naoufal Fassih, est arrêté à Malaga en Espagne[11].

### Arrestations
Noffel est arrêté en avril 2016 par Interpol sur la Baggott Street située à Dublin en Irlande dans un appartement du clan Kinahan de la mafia irlandaise. Le criminel néerlandais séjournait avec une fausse carte d'identité belge sous nom de Omar.
Lors de son jugement, Noffel érige l'omerta et refuse de donner les raisons de l'assassinat d'Ali Motamed.

### Alliés et rivaux
- Allié avec Gwenette Martha
- Allié avec Daniel Kinahan de la mafia irlandaise
- Il collabore avec les hauts fonctionnaires du monde politique iranien islamique. Il envoie un tueur à gage marocain d'Amsterdam (Anouar A.) pour abattre Ali Motamed, alias Mohammad-Reza Kolahi, fondateur du « mouvement séparatiste de lutte arabe pour la libération d’Ahwaz » et auteur de l'attentat de Hafte Tir.
- Rival de Samir Bouyakhrichan
- Fournissait la mafia russe

### Documentaires et reportages
- [vidéo] 'Noffel' krijgt 18 jaar cel, AT5, 2018
- [vidéo] Zaak Noffel probleem voor criminelen, De Telegraaf, 2018
- [vidéo] Naoufal F. krijgt levenslang voor aansturen moord op Iraniër, AT5, 2019